# Chiesa cattolica in Albania
La Chiesa cattolica in Albania è parte della Chiesa cattolica in comunione con il vescovo di Roma, il Papa.

## Storia

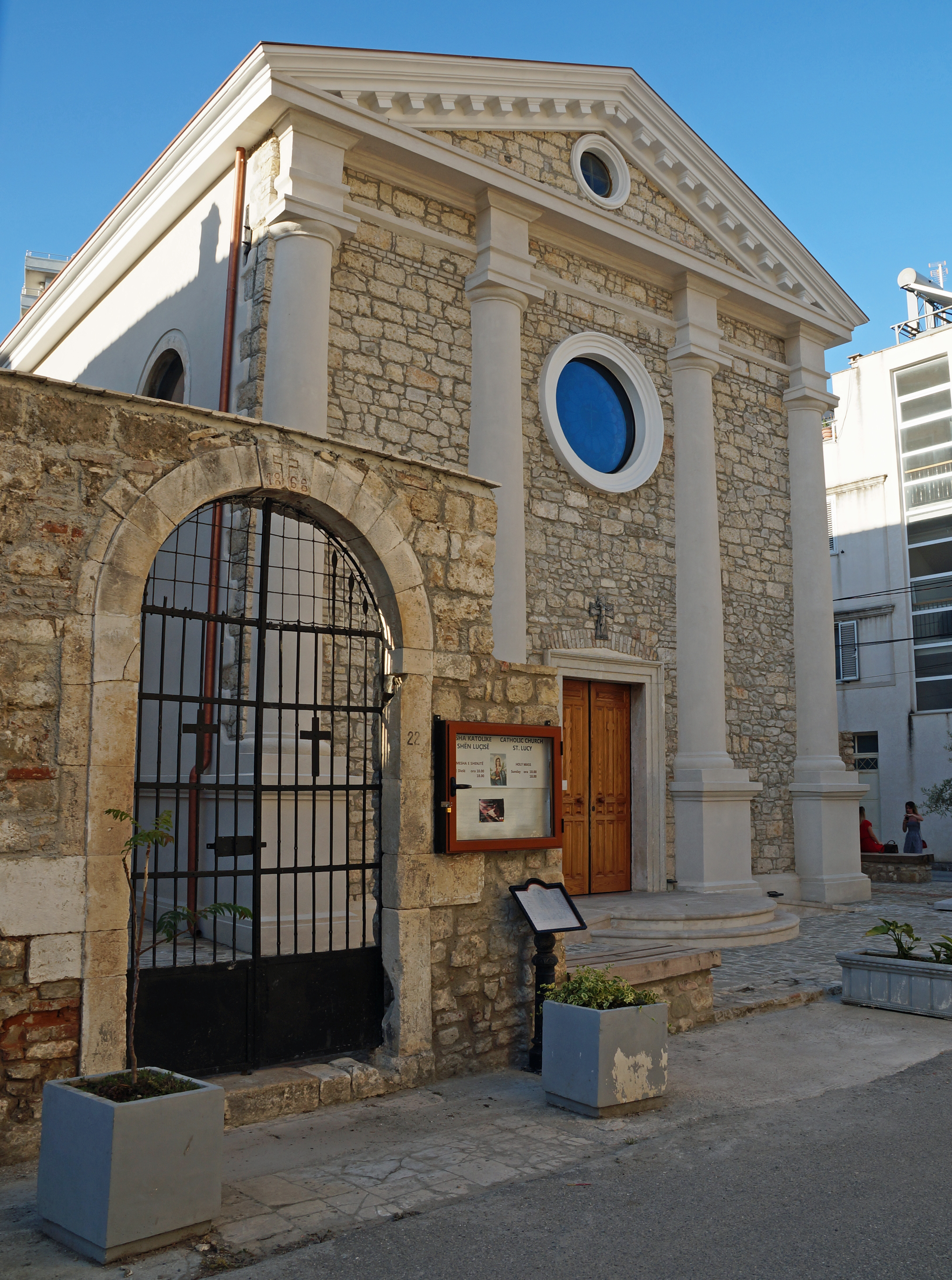
La concattedrale di Santa Lucia di Durazzo.

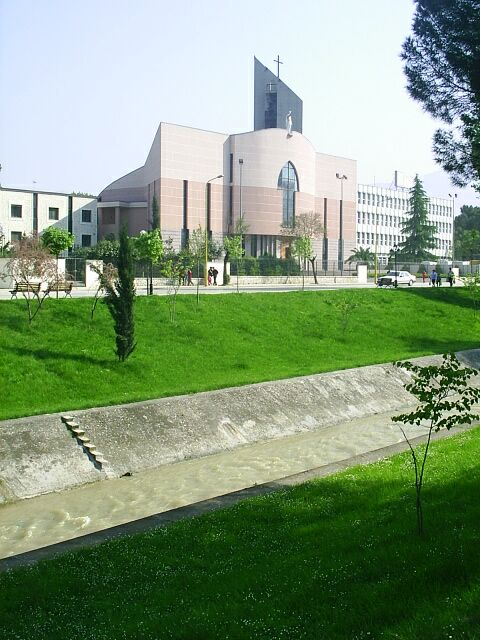
La cattedrale di San Paolo di Tirana.

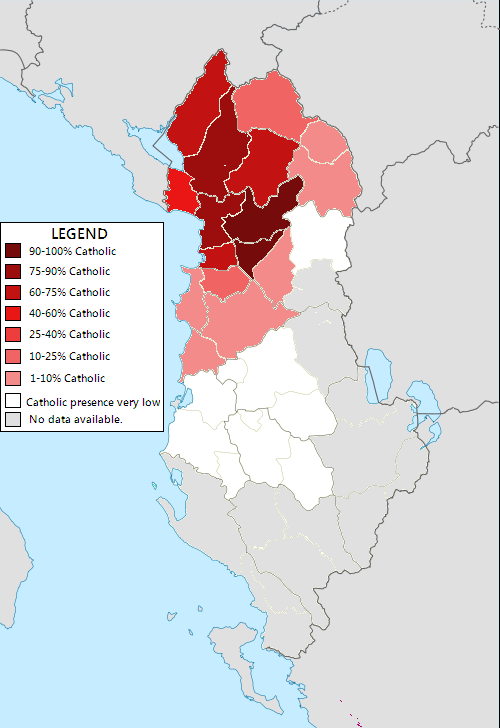
Distribuzione dei cattolici in Albania, secondo il censimento del 1918.
I dati non sono disponibili nel Sud e Oriente a causa dell'instabilità politica.

Il cristianesimo si diffuse in Albania (allora l'Illirico) con la predicazione degli apostoli fin dai primi secoli dopo Cristo. La particolare posizione geografica del Paese fece sì che questo, con la divisione tra Impero romano d’Oriente e d’Occidente, divenisse una marca di frontiera tra le due visioni della cristianità e che il suo territorio fosse conteso, anche sotto il profilo ecclesiastico, tra Roma e Bisanzio.
Dopo i primi tre secoli della dominazione ottomana (XVIII secolo) nella penisola balcanica, l'Albania registrava la presenza di fedeli musulmani accanto ai cristiani (o criptocristiani) ancora in maggioranza. Questi ultimi, a loro volta erano prevalentemente cattolici di rito bizantino, divenuti poi ortodossi, nel sud del Paese; mentre al nord si registrava una preponderanza dei cattolici di rito latino. 
Gli ordini religiosi più radicati in Albania sono quelli dei gesuiti, dei francescani e dei basiliani.
Dissolto l'Impero ottomano, la Santa Sede istituì una delegazione apostolica il 12 novembre 1920. 
Nella seconda metà del XX secolo, la pratica religiosa fu fortemente ostacolata dal regime comunista. Ascesi al potere nel 1946, i comunisti interruppero le relazioni diplomatiche con la Santa Sede appena un anno dopo. Seguì una propaganda antireligiosa durata vent'anni. Il culmine della campagna si ebbe nel 1967, quando cessò la libertà di culto nel Paese. Il primo ministro Enver Hoxha annunciò che l'Albania diventava il primo paese dove l'ateismo di Stato veniva proclamato nella Costituzione. La persecuzione colpì i ministri di culto e fu accompagnata dalla distruzione di chiese e santuari: furono in tutto 2169 gli edifici di culto distrutti o confiscati e adibiti ad attività diverse. Da quel momento i cattolici furono costretti a osservare la propria fede in clandestinità. Nella nuova Costituzione del 1976 l'articolo 37 recitava: "Lo Stato non riconosce alcuna religione e sostiene la propaganda atea per inculcare alle persone la visione scientifico-materialista del mondo".
Il ritorno alla libertà di professione della fede si ebbe nel 1990: il 4 novembre don Simon Jubani celebrò una messa nel cimitero di Scutari. Poco dopo fu concessa la libertà di culto e furono restituite le proprietà e i beni ecclesiastici che erano stati confiscati. 
Solo nel 1991, tornata la democrazia, fu possibile riallacciare le relazioni diplomatiche con la Santa Sede e fu istituita la nunziatura apostolica con il breve Commodioribus iam del 3 settembre.
La transizione è stata drammatica: nel 1992 nel Paese erano rimasti solamente 33 sacerdoti, tutti molto anziani. Ciò richiese uno sforzo particolare alla Chiesa cattolica che dovette ricostruire da zero sia la propria organizzazione territoriale sia le strutture pastorali. Negli anni a venire in Albania giunsero in missione diversi religiosi, tra cui molti sacerdoti e suore italiani e arbëreshë, con il compito di ricostruire la Chiesa locale. Con le prime nomine episcopali poté essere curata anche l'attenzione alle vocazioni: nel 2009 erano 213 gli studenti entrati in seminario e 20 i nuovi sacerdoti.
Nel 2002 fu completata la costruzione ex-novo della cattedrale cattolica di Tirana. Nel 2016 è stato aperto il museo diocesano di Scutari, il primo di tutta l'Albania. La Chiesa locale lamenta, tuttavia, l'incompleta restituzione da parte dello Stato dei beni ecclesiastici, che furono requisiti negli anni del regime comunista. 
La Chiesa albanese ha ricevuto le visite pastorali di papa Giovanni Paolo II nel 1993 e di papa Francesco nel 2014.
Il 5 novembre 2016 papa Francesco ha beatificato 38 martiri d'Albania, uccisi in odium fidei dal 1945 al 1974.

## Organizzazione ecclesiastica

Sedi delle diocesi della Chiesa cattolica in Albania.

La Chiesa cattolica è presente nel Paese con 2 arcidiocesi e 3 diocesi, tutte di rito latino:
- Arcidiocesi di Tirana-Durazzo
  - Diocesi di Rrëshen
- Arcidiocesi di Scutari-Pult
  - Diocesi di Alessio
  - Diocesi di Sapë

A queste si aggiunge l'Amministrazione apostolica dell'Albania meridionale, che riunisce anche i fedeli di rito bizantino appartenenti alla Chiesa greco-cattolica albanese.
In Albania esistono due seminari: uno interdiocesano, con sede a Scutari, e uno diocesano missionario "Redemptoris Mater" ad Alessio.
Nel Paese sono attive oltre trenta congregazioni religiose maschili e almeno il doppio sono quelle femminili, sia di rito romano che bizantino.
In Albania operano anche gruppi di laici cattolici, e fra questi alcuni italiani come i Focolari, Cammino neocatecumenale e Comunione e Liberazione.

## Statistiche

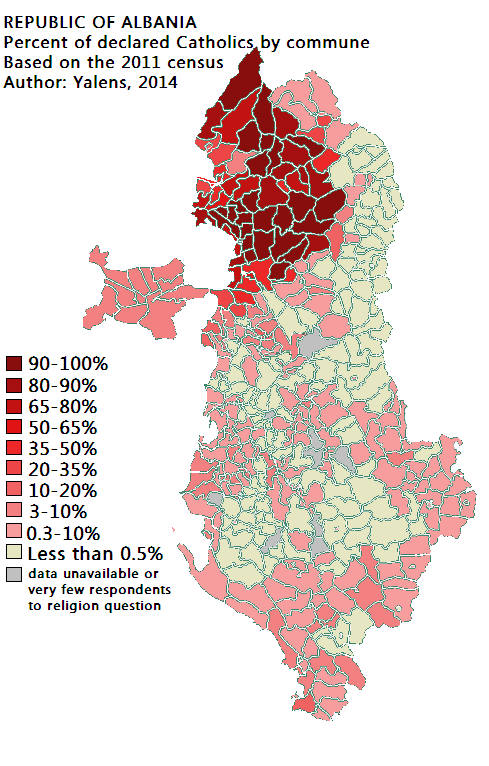
Distribuzione dei fedeli cattolici in Albania secondo il censimento del 2011.

Nel 2010 si contavano in Albania circa 510.338 battezzati, così distribuiti:
| Nome                                                | Popolazione cattolica (2010) | %     | Popolazione cattolica (2004) | %     |
| --------------------------------------------------- | ---------------------------- | ----- | ---------------------------- | ----- |
| Arcidiocesi di Scutari-Pult                         | 164.900                      | 69,8% | 132.800                      | 65,5% |
| Diocesi di Alessio                                  | 86.000 [2007]                | 70,6% | 85.000                       | 70,8% |
| Diocesi di Sapë                                     | 70.300                       | 34,6% | 90.000                       | 45%   |
| Arcidiocesi di Tirana-Durazzo                       | 130.380                      | 10,8% | 105.000                      | 8,8%  |
| Diocesi di Rrëshen                                  | 55.200                       | 22,9% | 57.000                       | 23,8% |
| Amministrazione apostolica dell'Albania meridionale | 3.558                        | 0,2%  | 3200                         | 0,2%  |
| Totale Albania                                      | 510.338                      | 12,2% | 473.000                      | 13%   |

La popolazione cattolica in Albania è aumentata di 37.338 fedeli dal 2004 al 2010, ma è diminuita dello 0,8% in base all'incremento demografico.
Secondo il censimento del 2023, i cattolici rappresentano l'8% della popolazione totale e sono concentrati soprattutto nel nord del paese. 

## Nunziatura apostolica
(Messaggio di Papa Giovanni Paolo II da Piazza Scanderbeg di Tirana alla Nazione albanese nel viaggio apostolico in Albania, il 25 aprile 1993.)
La delegazione apostolica d'Albania è stata istituita il 12 novembre 1920 con il breve Quae catholico di papa Benedetto XV. Dal 1947 al 1991 non fu possibile nominare un rappresentante pontificio a causa del regime comunista.
La nunziatura apostolica d'Albania è stata istituita il 7 settembre 1991 con il breve Commodioribus iam di papa Giovanni Paolo II.

### Delegati apostolici
- Ernesto Cozzi † (12 novembre 1920 - 23 febbraio 1926 deceduto)
- Giovanni Battista della Pietra † (9 marzo 1927 - 1936 ritirato)
- Ildebrando Antoniutti † (19 maggio 1936 - 14 luglio 1938 ritirato)
- Leone Giovanni Battista Nigris † (18 agosto 1938 - 1947 dimesso)

### Nunzi apostolici
- Ivan Dias † (22 ottobre[13] 1991 - 8 novembre 1996 nominato arcivescovo di Bombay)
- John Bulaitis † (25 marzo 1997 - 26 luglio 2008 ritirato)
- Ramiro Moliner Inglés † (26 luglio 2008 - 1º settembre 2016 ritirato)
- Charles John Brown (9 marzo 2017 - 28 settembre 2020 nominato nunzio apostolico nelle Filippine)
- Luigi Bonazzi (10 dicembre 2020 - 21 gennaio 2025 ritirato)

## Conferenza episcopale
Elenco dei presidenti della Conferenza episcopale dell'Albania:
- Arcivescovo Franco Illia (1993 - 22 ottobre 1997)
- Arcivescovo Rrok Kola Mirdita (1997 - 2000)
- Arcivescovo Angelo Massafra, O.F.M. (2000 - 2006)
- Arcivescovo Rrok Kola Mirdita (2006 - settembre 2012)
- Arcivescovo Angelo Massafra, O.F.M. (settembre 2012 - 5 febbraio 2018)
- Arcivescovo George Frendo, O.P., (5 febbraio 2018 - 4 febbraio 2021)
- Arcivescovo Angelo Massafra, O.F.M. (4 febbraio 2021 - 20 febbraio 2024)
- Vescovo Gjergj Meta, dal 20 febbraio 2024

Elenco dei vicepresidenti della Conferenza episcopale dell'Albania:
- Vescovo Lucjan Avgustini (5 maggio 2016 - 22 maggio 2016)
- Vescovo Giovanni Peragine, B. (5 febbraio 2018 - 20 febbraio 2024)
- Vescovo Simon Kulli, dal 20 febbraio 2024

Elenco dei segretari generali della Conferenza episcopale dell'Albania:
- Arcivescovo George Frendo, O.P. (5 maggio 2016 - 5 febbraio 2018)
- Vescovo Gjergj Meta (5 febbraio 2018 - 20 febbraio 2024)
- Arcivescovo Giovanni Peragine, B., dal 20 febbraio 2024